# Luca (film)
Pour les articles homonymes, voir Luca.
Ne doit pas être confondu avec Lucas (film, 1986).
Série Classiques d’animation Pixar
Soul
(2020) Alerte rouge
(2022)
Pour plus de détails, voir Fiche technique et Distribution.
Luca est un film américain réalisé par Enrico Casarosa, sorti en 2021. Le scénario est co-signé par Jesse Andrews et Mike Jones sur une histoire originale de Enrico Casarosa, Jesse Andrews et de Simon Stephenson.

## Synopsis
Durant l'été de 1959, Luca Paguro est un monstre marin pré-adolescent vivant au large des profondeurs d'une riviera italienne nommée Portorosso. Il passe ses journées à surveiller des poissons moutons dans des champs de récolte marins. Ses parents, Daniela et Lorenzo, l'empêchent d'aller à la surface par peur qu'il se fasse attraper par des humains puis se fasse tuer, mais élever des poissons jour après jour finit par ennuyer Luca. Un jour, Luca se décide à récolter certains objets humains qu'il retrouve dans certains coins des profondeurs. Sur son chemin, il rencontre un autre jeune monstre marin nommé Alberto Scorfano. Ce dernier dit avoir déjà été plusieurs fois sur terre et a une cachette sur Isola del Mare, une île près de Portorosso où il prétend vivre avec son père. Luca découvre par la suite que, sur la terre ferme, l'eau présente sur ses écailles sèche, le transformant ainsi en humain. Luca trouve une affiche dans la planque d'Alberto montrant une Vespa et ils décident bientôt de créer la leur à l'aide de pièces de bois et de câbles. Pendant tout ce temps, Luca essaie de garder sa double vie secrète pour ses parents, seule sa grand-mère étant au courant de ses petites cachotteries.
Lorenzo et Daniela découvrent bientôt que Luca s'absente tous les jours et comprennent qu'il rejoint la surface. Pour assurer sa sécurité, ils décident de l'envoyer dans les abysses de l'océan pour rester avec le frère de Lorenzo, Ugo, toute la saison. Désemparé, Luca s'enfuit dans la ville de PortoRosso avec Alberto afin qu'ils puissent trouver une Vespa et parcourir le monde. Là, ils rencontrent Ercole Visconti, tyran local et champion de la PortoRosso Cup Race 5 fois d'affilée, mais sont sauvés par une jeune fille nommée Giulia Marcovaldo. Giulia emmène Luca et Alberto dans sa maison où elle vit les étés avec son père Massimo, un expert en pêche au poisson, qui propose de les aider à participer en échange de travailler pour lui à pêcher du poisson, ce que d'ailleurs ils réussissent grâce au sens d'observation d'Alberto qui impressionne Massimo. Pendant ce temps, les parents de Luca découvrent bientôt que Luca a bel et bien disparu et se dirigent vers la surface pour le trouver tandis qu'Ercole apprend l'existence d'une prime de capture pour les monstres marins et décide, avec ses deux hommes de mains, de gagner ce prix en plus du Triathlon.
Luca, Alberto et Giulia décident de s'inscrire ensemble à la PortoRosso Cup de cette année dans l'espoir de gagner de l'argent pour acheter une Vespa. Le triathlon se compose de trois courses : faire une course de natation, manger des pâtes et faire du vélo à travers la ville. Les trois enfants décident de se partager les tâches : Giulia se met à nager, Alberto se met à manger des pâtes et Luca apprend à faire du vélo. Au fil du temps, Ercole commence à se méfier des garçons et leur demande de quitter la ville définitivement après les avoir soupçonnés d'être des monstres marins. Massimo reste impressionné par Alberto lors de la pêche et Luca et Giulia commencent à se rapprocher l'un de l'autre. Quand Giulia parle d'aller à l'école à Gênes où elle passe le reste de l'année chez sa mère, Luca s'y intéresse, rendant Alberto jaloux de leur amitié grandissante. Après une dispute entre Luca et lui sur le vélo, Alberto révèle son identité de monstre marin à Giulia. Luca ne fait pas la même chose et prétend plutôt avoir peur d'Alberto, le laissant se retirer dans sa cachette, le cœur brisé et trahi. Giulia découvre que Luca est aussi un monstre marin et le renvoie de peur qu'il ne se blesse vu que son père, parti chercher Alberto car il l'apprécie de plus en plus, est aussi un chasseur professionnel depuis des années.
Alors que Luca trouve Alberto dans sa cachette, Alberto révèle que son père l'a abandonné et pense que Luca veut faire de même mais, au lieu de cela, Luca décide de participer au triathlon séparément de Giulia afin qu'il puisse gagner la Vespa pour eux deux. Le jour du triathlon, Luca et Giulia réussissent les deux premiers défis, Luca utilisant un scaphandre pour se camoufler et entrent dans l'étape du cyclisme. Alors qu'il commence à pleuvoir, Luca essaie d'éviter de se mouiller, mais Alberto arrive soudainement à l'aide avec un parapluie pour l'aider. Cependant, Ercole, agacé de les revoir encore, le fait trébucher, révélant sa forme de monstre marin. Luca fait face à sa peur et sauve son ami, tandis qu'Ercole les poursuit avec un harpon. S'ensuit alors une immense course poursuite à vélo où Luca et Alberto sont sur le point de se faire tuer par Ercole, prêt à tout pour gagner la PortoRosso Cup et la prime de la capture. Giulia plante son vélo contre celui d'Ercole pour les sauver, et Luca et Alberto s'arrêtent pour l'aider à se relever. Alors qu'Ercole les menace à nouveau, Massimo s'interpose et, au lieu de les attaquer, les défend, et il souligne qu'ils ont remporté la course alors que leurs vélos ont franchi la ligne d'arrivée, battant Ercole. Luca retrouve ses parents et la ville accepte enfin les monstres marins, tandis qu'Ercole est humilié une bonne fois pour toutes par ses anciens hommes de main et jeté dans la fontaine, signant ainsi la fin de son ère de terreur à PortoRosso. Tout le monde se rassemble chez Giulia pour célébrer la victoire après qu'Alberto a acheté une Vespa avec l'argent du prix.
Le lendemain, Giulia repart chez sa mère via le train et dit au revoir à ses amis. Alors que Luca demande à son ami ce qu'ils vont faire, Alberto révèle qu'il a finalement vendu la Vespa pour acheter un billet de train pour Luca, lui permettant ainsi d'aller à l'école avec Giulia. La famille de Luca fait ses adieux à leur fils et sa mère annonce qu'ils sont fiers de lui. Quant à Alberto, il annonce que Massimo voudrait qu'il habite chez lui. Les deux amis se disent au revoir et Alberto remercie Luca de l'avoir sauvé de la solitude.
Dans le générique de fin, quelques dessins montrent ce que deviennent les deux amis : Luca fait la connaissance de la mère de Giulia et commence ses études d’astronomie à l’école de Gênes, où il dévoile sa vraie nature à ses camarades et son professeur. Alberto, de son côté, vit désormais à Porto Rosso chez Massimo, qui le traite comme son fils et avec qui il continue de pêcher, et devient même maître-nageur. Les deux amis gardent contact en s’écrivant des lettres. Daniela et Lorenzo se rendent régulièrement en ville et deviennent proches de Massimo et d’Alberto.

## Fiche technique
- Titre : Luca
- Réalisation : Enrico Casarosa
- Scénario : Jesse Andrews et Mike Jones d'après une histoire originale d'Enrico Casarosa, Jesse Andrews et de Simon Stephenson
- Production : Andrea Warren
- Production exécutive : Pete Docter, Peter Sohn et Kiri Hart
- Musique : Dan Romer
- Société de production : Pixar Animation Studios
- Pays d'origine :  États-Unis
- Format : couleur — 1,85:1 — Dolby Digital
- Genre : animation
- Dates de sortie :
  - Italie : 13 juin 2021 (Aquarium de Gênes)[1]
  - Monde[n 1] : 18 juin 2021 sur Disney+[2],[3],[4]
- Classification :
  - États-Unis : PG
  - France : Tout public

## Distribution

### Voix originales
- Jacob Tremblay : Luca Paguro
- Jack Dylan Grazer : Alberto Scorfano
- Emma Berman : Giulia
- Maya Rudolph : Daniela, la mère de Luca
- Marco Barricelli : Massimo, le père de Giulia
- Jim Gaffigan : Lorenzo, le père de Luca
- Saverio Raimondo : Ercole Visconti
- Peter Sohn : Ciccio
- Lorenzo Crisci : Guido
- Marina Massironi : Signora Marsigliese
- Gino La Monica : Tommaso, vieux pêcheur
- Giacomo Gianniotti : Giacomo jeune pêcheur
- Sandy Martin : grand-mère Paguro
- Elisa Gabrielli : Concetta Aragosta
- Mimi Maynard : Pinuccia Aragosta
- Sacha Baron Cohen : oncle Ugo
- Francesca Fanti : Maggiore, la policière
- Jonathan Nichols : Prêtre
- Enrico Casarosa : Joueur de cartes / Pêcheur mécontent
- Jim Pirri (en) : M. Branzino

### Voix françaises
- Aloïs Le Labourier-Tiêu : Luca Paguro
- Matt Mouredon : Alberto Scorfano
- Juliette Davis : Giulia Marcovaldo
- Chiara Mastroianni : Daniela Paguro, la mère de Luca
- Serge Biavan : Massimo Marcovaldo, le père de Giulia
- Pierre Margot : Lorenzo Paguro, le père de Luca
- Oscar Douieb : Ercole
- Tom Trouffier : Ciccio
- Maleaume Paquin : Guido
- Isabelle Ferron : Signora Marsigliese
- Paul Borne : Tommaso (vieux pêcheur)
- Anne Canovas : grand-mère Paguro
- Alexis Victor : Giacomo (jeune pêcheur)
- Marion Posta : Concetta Aragosta
- Marie-Laure Dougnac : Pinuccia Aragosta
- Jérôme Pauwels : oncle Ugo
- Sandie Masson : Maggiore, la policière
- Thierry Ragueneau : Prêtre
- Mathieu Albertini : Joueur de cartes / Pêcheur mécontent
- Guillaume Bourboulon : M. Branzino

 Source et légende : version française (VF) sur RS Doublage

## Accueil
Le 24 février 2021, l'affiche du film est publiée sur Internet. Le 25 février 2021, une bande-annonce du teaser du film est diffusée sur Internet. Le 28 avril 2021, une bande-annonce et une nouvelle affiche sont également publiées sur Internet. Le 24 mai 2021, une nouvelle affiche est une nouvelle fois publiée.

### Box-office
En septembre 2021, dans les pays où le service Disney+ n'est pas disponible, le film avait rapporté 37 millions de dollars : les pays concernés sont la Chine (10,5 millions de dollars), la Russie (8,09 millions de dollars), Hong Kong (3,2 millions de dollars), la Pologne (3,04 millions de dollars), la Corée du Sud (3 millions de dollars) et les Émirats arabes unis (1,9 million de dollars).

## Sortie
Alors que le film était prévu pour une sortie uniquement au cinéma pour le 23 juin 2021, le studio annonce en mars 2021 qu'il sera finalement proposé sur le service Disney+, sans frais supplémentaire, comme Soul avant lui. Le film sort finalement le 18 juin 2021 sur Disney+. Dans les pays où le service n'est pas disponible, le film sera proposé au cinéma.
Une version DVD et Blu-ray sort le 3 août 2021 aux États-Unis, et le 24 septembre 2021 en France.

## Légende

### Livres
En mars 2021, il est annoncé qu'une série de livres basés sur le film serait publiée le 14 mai[réf. nécessaire] :
- Luca Little Golden Book
- Luca Deluxe Junior Novelization
- Luca Read-Along Storybook with CD;
- Luca Movie Theater Book and Projector storybook with discs and hand-held projector;
- Step into Reading series: A Sea Monster Story and Friends are Forever
- How to be a Land Monster
- Luca Junior Novelization
- Luca: Silenzio, Bruno!: When in Doubt, Shout It Out!'

Un livre The Art of... et un Ultimate Sticker Book seront également publiés les 18 mai et 15 juin 2021 respectivement[réf. nécessaire].

## Distinctions
Le doublage japonais a un nouveau thème de fin intitulé "Shonen Jidai (Enfance)" de Yorushika.

### Nominations
- Golden Globes 2022 : Meilleur film d'animation
- Oscars 2022 : Meilleur film d'animation